# Kiedricher Gräfenberg

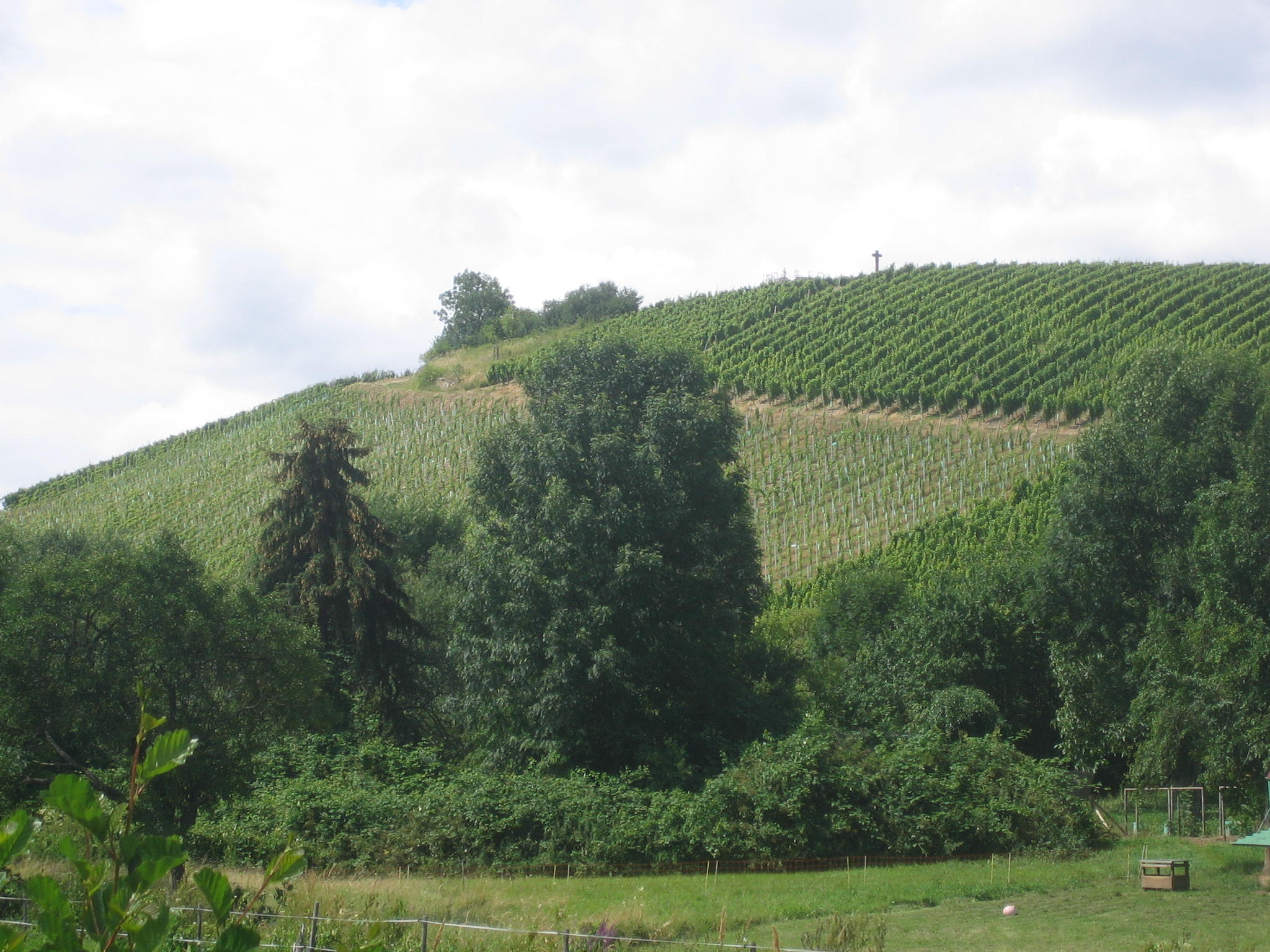
Der Gräfenberg in der Gemeinde Kiedrich

Der Gräfenberg  ist eine Weinlage nordöstlich von Kiedrich im Rheingau. Sie gehört zur Großlage Heiligenstock.

## Geschichte
Der bereits Ende des 12. Jahrhunderts als Mons Rhingravi erwähnte Name leitet sich von  Mons für Berg und Rhingravi den Rheingrafen ab. Die Bezeichnung Grevenberg ist seit den Jahren 1258 und 1259 bekannt.
1160 wurde die Burg Scharfenstein im Turmberg neben dem Gräfenberg als Spornburg unter Erzbischof Christian I. von Buch erbaut und ab 1191 von kurmainzischen Burgmannen besetzt, die sich dann "von Scharfenstein" nennen.
Der Gräfenberg wurde aus geschichtlichen und städtebaulichen Gründen als Kulturdenkmal unter Denkmalschutz gestellt. Er habe schon früh als eine der Spitzenlagen des Rheingaus gegolten. Der sich gegenüber der Ortslage erhebende Steilhang des Weinbergs bilde den optischen Hintergrund und landschaftlichen Rahmen für das Kiedricher Ortsbild.

## Weinlage

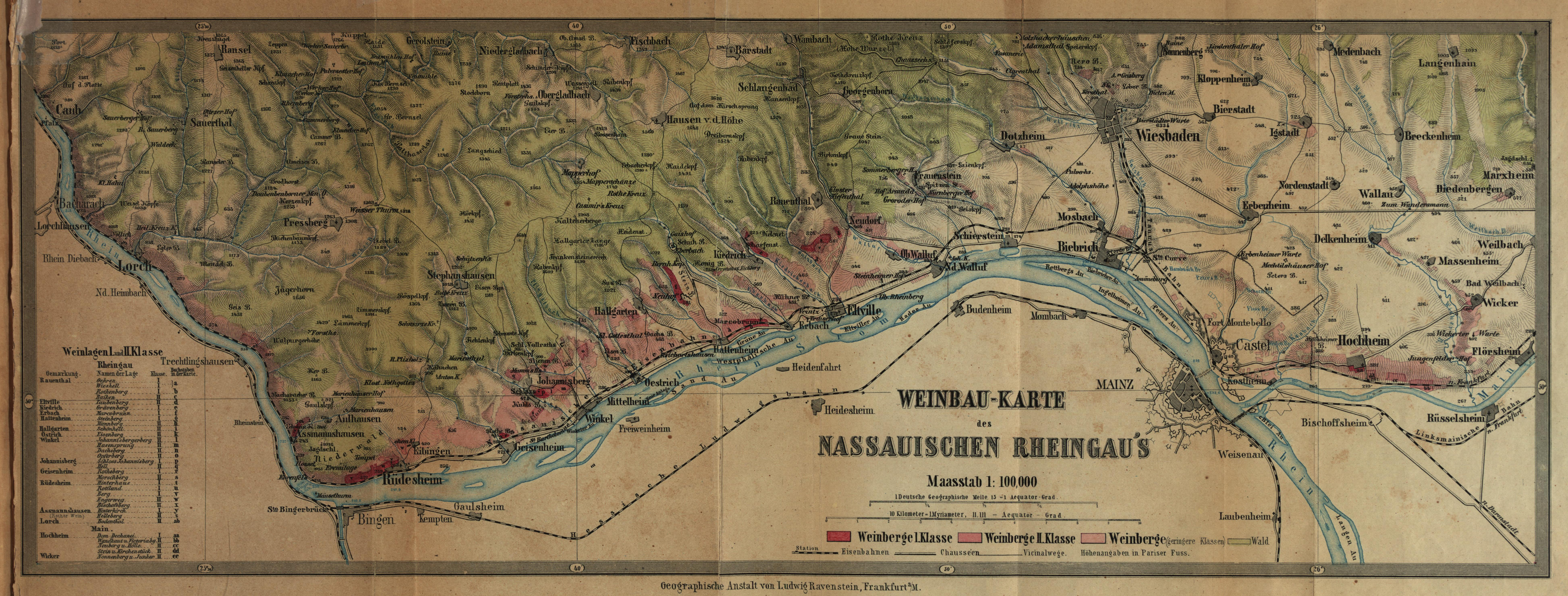
Offizielle Weinbauklassifikation des nassauischen Rheingaus von 1867

Die etwa 11 Hektar große Rheingauer Weinlage Kiedricher Gräfenberg ist eine Süd- bis Südwestlage, die eine Hangneigung von 40 bis 60 % aufweist. Sie wird nach Norden, Osten und Süden durch die Lage Kiedricher Wasseros umschlossen. Sie beginnt kurz über dem Talgrund in 150 m ü. NHN und reicht bis etwa 220 m ü. NHN hinauf. Im Süden und Westen auf der gegenüber liegenden Talseite des Kiedricher Bachs erstreckt sich die Ortslage von Kiedrich. Die Lage ermöglicht eine optimale Besonnung mit hohen Temperaturen. Die Abtrocknung der Blattflächen wird durch eine gute Belüftung gefördert. Dass Nordwinde, die vom Taunus her zum Rhein ziehen, von Heidekopf (500 m) und den Dreibornsköpfen (548 m) abgemildert werden, beeinflusst das Mikroklima der Rebflächen positiv und ermöglicht eine lange physiologische Reifezeit und eine korrespondierende Frucht- und Aromaausbildung der Trauben. Auf den mittel- bis tiefgründigen, steinig-grusigen Phyllitböden  mit Anteilen von Löss und Lehm wird zum Großteil Riesling kultiviert.
Der Gräfenberg gehört mit zwölf weiteren Lagen zu den Weinbergen I. Klasse, deren Lagenklassifizierung 1867 in dem von Friedrich Wilhelm Dünkelberg herausgegebenen Werk Der nassauische Weinbau beschrieben wurde.

## Eigentumsverhältnisse
Nach Stand von 2021 teilen sich fünf Weingüter den Gräfenberg. Den größten Anteil nennt das Weingut Robert Weil sein Eigen. Der Rest verteilt sich auf die Weingüter Georg Sohlbach, Speicher-Schuth,
Schüler-Katz und Barbeler-Wilhelm

## Trivia
800 Flaschen des als Spitzenwein geltenden 1893er Kiedricher Gräfenberg Riesling Auslese aus dem Hause Weil wurden im Jahre 1900 durch das Wiener Hofwirtschaftsamt zu einem Flaschenpreis von 16 Goldmark erworben.